# 中国共产主义青年团甘肃省委员会
中国共产主义青年团甘肃省委员会，简称共青团甘肃省委，是中国共产主义青年团在甘肃省的地方组织机构，接受中国共产党甘肃省委员会和中国共产主义青年团中央委员会的领导。主要负责青年工作。